# Barbula perlinearis
Barbula perlinearis är en bladmossart som beskrevs av C. Müller 1899. Barbula perlinearis ingår i släktet neonmossor, och familjen Pottiaceae. Inga underarter finns listade i Catalogue of Life.